# Ernsthof (Störnstein)
Ernsthof ist ein Gemeindeteil von Störnstein im Landkreis Neustadt an der Waldnaab des bayerischen Regierungsbezirks Oberpfalz.

## Geographische Lage
Ernsthof liegt zwischen der Schlattein im Norden und dem Reiserbach im Süden auf dem Osthang des Ketzerrangs.
Beide Bäche münden in die Waldnaab, die 1 km westlich von Ernsthof von Norden nach Süden fließt.
Ernsthof liegt 1 km westlich von Lanz und 2,5 km nordwestlich von Störnstein.
500 m südlich von Ernsthof verläuft die Staatsstraße 2172.

## Geschichte
Ernsthof (auch: Ernnsthoff) wurde im Zinsregister von 1514 als Einödhof mit dem Namen Siebenreuth erwähnt.
Im Urbar aus dem Jahr 1602 erschien Ernsthof mit 2 Höfen.
Ernsthof gehörte zur lobkowitzischen Herrschaft Störnstein-Neustadt.
Zu dieser Herrschaft gehörten die Ortschaften Haidmühle, Sauernlohe, Neustadt an der Waldnaab, Störnstein, Wiedenhof, Aich, Roschau, Görnitz, Harlesberg, Altenstadt an der Waldnaab, Mühlberg, Denkenreuth, Ernsthof, Lanz, Oberndorf, Rastenhof, Wöllershof, Botzersreuth, Kronmühle, Sankt Quirin.
Außerdem gehörte das Gebiet von Waldthurn mit 28 Dörfern und Einöden zu dieser Herrschaft.
1641 wurde Störnstein-Neustadt unter Wenzel Eusebius von Lobkowicz zur gefürsteten Grafschaft erhoben.
Das Herrschaftsgebiet war in 4 Viertel geteilt: Neustädter Viertel, Altenstädter Viertel, Denkenreuther Viertel und Oberndorfer Viertel.
Ernsthof gehörte zum Denkenreuther Viertel.
Das Urbar aus dem Jahr 1653 verzeichnete Ernsthof mit 2 Mannschaften.
Im Steuerbuch von 1742 wurde Ernsthof aufgeführt mit 2 Höfen, 2 Pferden, 4 Ochsen, 9 Kühen, 12 Jungrindern, 2 Muttersauen, 5 Frischlingen und 23 Schafen.
1797 hatte Ernsthof 2 Höfe und 2 Herrschaftsuntertanen.
1807 verkaufte Fürst Franz Josef von Lobkowitz Herzog zu Raudnitz die gefürsteten Grafschaft Störnstein-Neustadt an die Krone Bayern.
Die Einöde Ernsthof gehörte zum Anfang des 19. Jahrhunderts gegründeten Steuerdistrikt Lanz.
Lanz war gleichzeitig unmittelbare Landgemeinde, die zusätzlich den Steuerdistrikt Wöllershof enthielt.
Zur Gemeinde Lanz gehörten Botzersreuth, Dürrmaulmühle, Ernsthof, Kronmühle, Lanz, Oberndorf, Sankt Quirin, Rastenhof, Reisersdorf und Wöllershof.
Zusammen mit der Gemeinde Lanz wurde Ernsthof am 1. Januar 1972 in die Gemeinde Störnstein eingegliedert.

## Einwohnerentwicklung in Ernsthof ab 1817
| Jahr | Einwohner | Gebäude |
| ---- | --------- | ------- |
| 1817 | 20        | 3       |
| 1838 | 23        | 3       |
| 1871 | 26        | 10      |
| 1885 | 8         | 1       |
| 1900 | 9         | 1       |
| 1913 | 10        | 2       |

| Jahr | Einwohner | Gebäude |
| ---- | --------- | ------- |
| 1925 | 19        | 2       |
| 1950 | 24        | 2       |
| 1961 | 15        | 2       |
| 1970 | 9         | k. A.   |
| 1987 | 11        | 2       |
| 2011 | 5         | k. A.   |